# Buch Rut

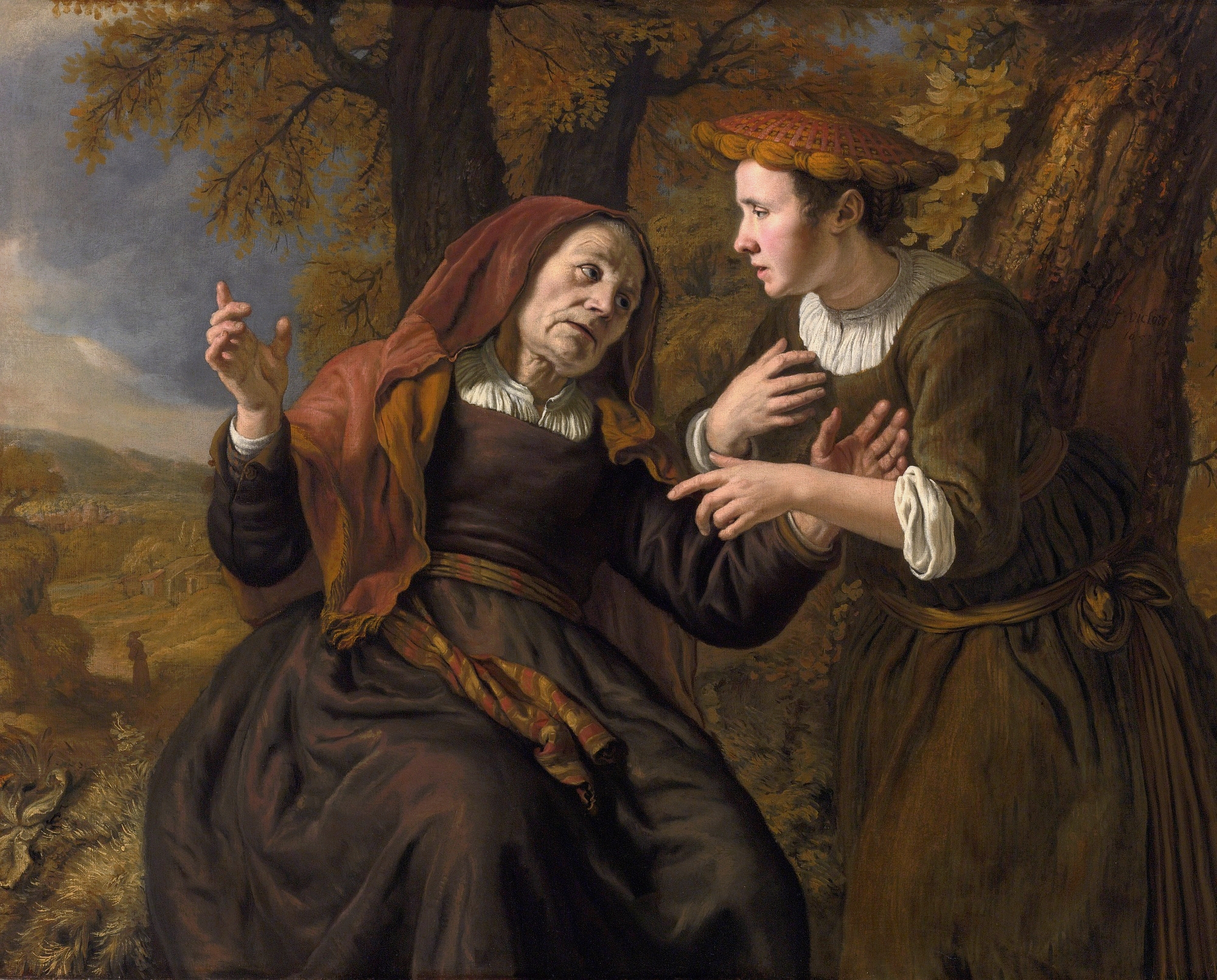
Rut schwört, Noomi nicht zu verlassen (Jan Victors, 1653, Privatsammlung)

ֹּDas Buch Rut oder Ruth, hebräisch רוּת Rût, ist ein Buch des Tanach. Wie kein anderes biblisches Buch thematisiert es die soziale Realität für Frauen in der patriarchalen Gesellschaft des antiken Israel. Namensgebende Hauptperson ist eine Moabiterin. Nachdem ihr israelitischer Mann verstorben ist, begleitet sie ihre Schwiegermutter, die Witwe Noomi, nach Bethlehem. Als sie nach dem Armenrecht während der Gerstenernte Ähren aufliest, begegnet sie dem wohlhabenden Bauern Boas, der sie begünstigt. Boas ist mit Noomis verstorbenem Mann verwandt und daher in der traditionellen jüdischen Rolle, als „Goel“ die Familie Noomis zu schützen. Wegen der Weitläufigkeit der Verwandtschaftsbeziehung ist aber unklar, ob Boas diese Rolle annimmt. Noomi instruiert daraufhin Ruth, wie sie zu Boas Kontakt aufnehmen soll. Boas heiratet Rut, womit auch Noomis Zukunft gesichert ist. Das Buch schließt mit dem Stammbaum König Davids, der über Boas (und Rut) auf Perez zurückgeführt wird.
Im Judentum zählt das Buch Rut zu den fünf Megillot, den Festrollen. Es wird während des Erntefestes Schawuot (Mai/Juni) gelesen. Im Neuen Testament wird Rut als Urgroßmutter Davids im Stammbaum Jesu namentlich genannt (Matthäus 1,5 ). Die Erzählung von Rut, die als Kurzprosa, in der deutschsprachigen Literatur seit Hermann Gunkel oft als Novelle charakterisiert wird, gilt als Meisterwerk der bibelhebräischen Prosa.

## Inhalt

### Prolog (Rut 1,1–5)
Das Buch Rut erzählt vom Leben der jüdischen Witwe Noomi und ihrer moabitischen Schwiegertochter Rut. Noomis Mann Elimelech war wegen einer Hungersnot aus Bethlehem in Juda ins benachbarte Moab ausgewandert. Seine Frau und die beiden Söhne Machlon und Kiljon hatte er mitgenommen. Bald danach war Elimelech gestorben. Die Söhne hatten zwei moabitische Frauen geheiratet, Rut und Orpa (Rut 1,4 ). Zehn Jahre später, nachdem auch die Söhne gestorben sind, bleibt Noomi als Witwe mit ihren nun ebenfalls verwitweten Schwiegertöchtern zurück (Rut 1,5 ). Kinder gibt es nicht.
In Rut 1,1  findet sich ein exaktes Zitat von Gen 12,10 , womit beim Publikum die Erwartung geweckt wird, Elimelech werde so wie Abraham in die Fremde ziehen, dort von Gott von allerlei Gefährdungen bewahrt bleiben und am Ende heimkehren. Aber diese Leseerwartung wird durchkreuzt. „In fünf kurzen Versen haben die Männer ihre Rolle ausgespielt und nichts hinterlassen, worauf Verlass wäre.“ Übrig bleiben drei nicht miteinander verwandte, verschiedenen Völkern angehörige Witwen. Das ist eine in der Hebräischen Bibel singuläre Konstellation, bei der völlig offen ist, was die drei Frauen weiterhin verbindet und welche Optionen für sie bestehen.
Da Mädchen zwischen 12 und 16 Jahren heirateten und ihre Partner älter waren, sollte man sich Rut und Orpa wohl als Witwen im Alter von Mitte bis Ende Zwanzig vorstellen und Noomi als Mutter ihrer Ehemänner Mitte Vierzig.

### Erster Akt (Rut 1, 6–22)
Die drei Frauen machen sich auf den Weg zurück nach Bethlehem, da Noomi erfahren hat, die Hungersnot sei vorbei. Unterwegs im „Niemandsland“ ermahnt Noomi die beiden jüngeren Frauen eindringlich, nach Moab und in ihre Herkunftsfamilien (ihr jeweiliges „Mutterhaus“, Rut 1,8 ) zurückzukehren. Sie segnet sie wegen der Güte (hebräisch חֶסֶד ḥæsæd), die beide ihr und den Verstorbenen erwiesen hatten. JHWH möge ihnen dafür ebenfalls ḥæsæd erweisen und sie in einer neuen Ehe Geborgenheit (hebräisch מְנוּחָה mənûḥāh) finden lassen. Im Land Juda gebe es für sie keine Perspektive, da Noomi keinen weiteren Sohn hat, der sie heiraten könnte – und selbst wenn sie jetzt schwanger werden und einen Sohn zur Welt bringen könnte, wäre es doch für zwei junge Frauen sinnlos, abzuwarten, bis dieser herangewachsen wäre.
Orpa kehrt daraufhin um; Rut jedoch besteht darauf, mit ihrer Schwiegermutter nach Juda zu ziehen: „Dränge mich nicht, dich zu verlassen und umzukehren! Wohin du gehst, dahin gehe auch ich, und wo du bleibst, da bleibe auch ich. Dein Volk ist mein Volk, und dein Gott ist mein Gott. Wo du stirbst, da sterbe auch ich, da will ich begraben sein. Der HERR soll mir dies und das antun – nur der Tod wird mich von dir scheiden.“ (Rut 1,16–17 ) Rut macht darin deutlich, dass Noomi ihre wichtigste Bezugsperson ist und lebenslang bleiben soll. Noomi gibt es auf, Rut zu überreden; was sie von Ruts Entschluss hält, wird nicht erzählt.
Die beiden Frauen kommen in Bethlehem an. Die Bethlehemiterinnen begrüßen Noomi; Rut als Fremde wird von ihnen ignoriert. Der bethlehemitische „Chor der Frauen“ hat eine Funktion ähnlich einem Chor im griechischen Drama. Hier gibt er Noomi Gelegenheit, als Antwort ihre Bitterkeit in Worte zu fassen. Den Tod des Mannes und der Söhne interpretiert Noomi, einer weiblichen Hiobgestalt gleich, als Angriff Gottes auf sie. Der Erzähler hingegen hatte weder der Hungersnot noch den Todesfällen eine religiöse Deutung beigelegt. In der Schlussszene des Rutbuchs tritt der Chor nochmals auf und spricht einen Segen über Noomi, verbunden mit dem Lob Ruts.

### Zweiter Akt (Rut 2, 1–23)
In Rut 2,1  wird Boas, die männliche Hauptperson des Buches, vorgestellt. Er ist aus Elimelechs Verwandtschaft und steht damit in einer allerdings diffusen Beziehung zu Noomi. Boas wird als „heldenhafter, fähiger Mann“ (hebräisch אִישׁ גִּבּוֹר חַיִל ’îš gibbôr ḥajil) charakterisiert (in Rut 3,11  wird er seine künftige Partnerin Rut als „fähige Frau“, hebräisch אֵשֶׁת חַיִל ’ešæt ḥajil, bezeichnen). Mit Boas „tritt … die personifizierte Kraft in die Erzählung ein“. Der Gegensatz zum Brüderpaar Machlon und Kiljon („Schwächlich und Gebrechlich“) weckt die Erwartung, dass er irgendwie an ihre Stelle treten kann. Wie alt man sich Boas vorstellen soll, ist eine Leerstelle der Erzählung. Die christliche Rezeption hat aus Rut 3,10  gern gefolgert, dass Boas alt und (wegen des Ideals der Einehe) ledig gewesen sei. Aus dem Text geht nur hervor, dass Boas nicht mehr ganz jung war – genauso wenig wie Rut.
Es ist gerade die Zeit der Gerstenernte (April/Mai). Rut ergreift die Initiative; sie kündigt Noomi an, sie wolle auf dem Feld desjenigen Besitzers Nachlese halten, „in dessen Augen ich Gunst finde“. (Rut 2,2 ) Die Möglichkeit dazu eröffnet das Armenrecht der Tora (vgl. Lev 19,9–10  und Dtn 24,19 ). Die Gunst des Feldbesitzers ist für Rut notwendig, weil das Armenrecht zum einen nicht einklagbar ist, Rut als Moabiterin andererseits auch nicht zu den Armen Israels gehört, die Nutznießer des Gesetzes sind. Eigentlich gehört Noomi zu diesem Personenkreis, aber sie bleibt passiv. Damit stellt sich die Frage, ob die bislang von den Bethlehemiterinnen übersehene Rut nun, nach ihrem Bekenntnis zur Solidarität mit Noomi, von den Einheimischen anerkannt wird.
Der Erntetag dauert von Sonnenaufgang bis Sonnenuntergang, zu dieser Jahreszeit etwa 16 Stunden bei Temperaturen um 22 Grad Celsius. Vorausgesetzt ist bei der folgenden Szene wohl, dass die unverheirateten jungen Leute des Orts gemeinschaftlich ein Feld nach dem anderen abernten und der jeweilige Feldeigentümer dafür ihre Verpflegung übernimmt.
Boas tritt auf, um sich als Feldbesitzer bei seinem jungen Vorarbeiter über den Stand der Arbeiten zu informieren. Er hat Rut bemerkt und erkundigt sich nach ihr. Der Vorarbeiter hält eine längere Rede – schließlich hat er Rut die Erlaubnis erteilt, auf dem Feld des Boas zu arbeiten und dort außerordentlich fleißig ihre eigene Ernte einzubringen. Das stellt eine sehr freundliche Auslegung des Nachleserechts dar, das eigentlich das Auflesen liegengebliebener Ähren erst auf dem bereits fertig abgeernteten Feld gestattet. Zugleich identifiziert er Rut als Moabiterin und Schwiegertochter der Noomi und setzt sie so in Beziehung zu Boas.

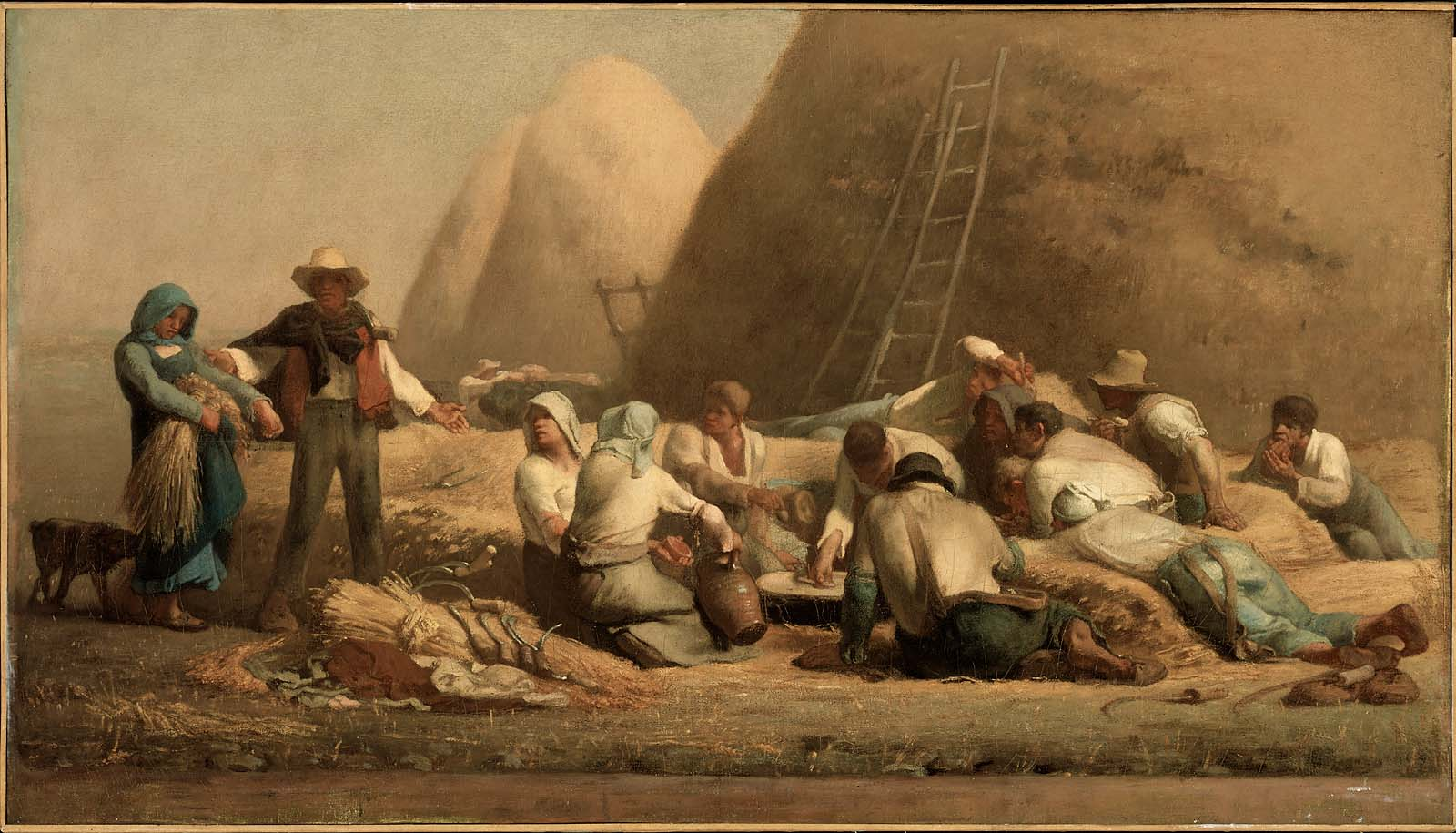
Rast der Schnitter / Rut und Boas (Jean-François Millet 1851/53, Museum of Fine Arts, Boston)

Boas spricht Rut mit der Autorität des Feldbesitzers an und erklärt ihr, nach welchen Regeln sie von nun an auf seinem Feld arbeiten darf. Sie soll sich zur Gruppe der jungen Frauen halten; er habe angeordnet, dass sie von den jungen Männern in keiner Weise belästigt wird. Damit ist die verletzliche Fremde Rut doppelt geschützt, zugleich beugt Boas der Möglichkeit vor, dass Rut zu einem Erntearbeiter in näheren Kontakt kommt. Indem Boas Rut als „meine Tochter“ tituliert, bekommen diese Anweisungen eine freundliche Note. Andererseits hat diese vertraute Anrede etwas Gönnerhaftes, da er Rut ja erstmals sieht, und bringt so die Differenz im Sozialstatus erst recht zum Ausdruck.
Rut wirft sich demütig vor Boas zu Boden, als sei er ein König, und fragt ihn, warum er gegenüber ihr, der Ausländerin (hebräisch נָכְרִיָּה nåkhrijjāh), so gütig sei. „Mit abgewandtem Gesicht fragt Ruth Boas, warum Boas sie wohlwollend ansieht … Sie zwingt Boas damit, in Worte zu fassen, was er an ihr findet.“ Boas erkennt Ruts außergewöhnliches Engagement für ihre Schwiegermutter an (Rut 2,11 ) – mit Formulierungen, die in der Paradiesesgeschichte für die Verbindung zwischen Mann und Frau gebraucht werden (Gen 2,24 ) und zugleich an die Berufung Abrahams erinnern (Gen 12,1 ).
Dann ist Essenszeit. Boas nutzt seine soziale Stellung, um Rut in die Mahlgemeinschaft der Erntenden zu integrieren. Er fordert sie auf, bei der Leckerei zuzugreifen, und reicht ihr persönlich das Röstkorn. Das Bild, wie Feldbesitzer, Erntearbeiterinnen und -arbeiter mit der Moabiterin das Essen teilen, mutet nach den vorausgehenden Szenen des Mangels geradezu idyllisch an.
Für die zweite Tageshälfte erteilt Boas den Schnittern Befehle, die Ruts Würde schützen und (mit Mehraufwand für die Schnitter) Rut das Einsammeln eines reichlichen Ertrages ermöglichen. So bringt sie abends ein Efa (21 kg) Gerste zu Noomi heim. Das wäre nur mit der Nachlese gemäß dem Armenrecht der Tora nicht möglich gewesen; es entspricht etwa der Menge, die an einem normalen Erntetag von einer Person eingebracht wird.
Als Rut bei der Rückkehr Noomi über das Erlebte berichtet, identifiziert sie Boas: „Einer von unseren Lösern ist er!“ (Rut 2,20 ) Erstmals akzeptiert sie durch dieses „uns“ Rut als Teil der Familie.
Die für Rut (und Noomi) günstige Nachlese-Regelung gilt für die gesamte Gersten- und die nachfolgende Weizenernte. Danach muss eine neue Lösung gefunden werden.

### Dritter Akt (Rut 3, 1–18)
Diesmal ergreift Noomi die Initiative. Sie kündigt an, für Rut eine „Ruhestatt“ (hebräisch מָנוַֹח mānôaḥ) zu suchen, d. h., eine Ehe mit Boas anzubahnen. Dazu soll Rut sich vorbereiten wie die Braut für ihre Hochzeit und abends die Tenne aufsuchen. Vorausgesetzt ist ein gemeinsamer Dreschplatz, wo der Abendwind zum Worfeln genutzt wird und der jeweilige Eigentümer dann bei seinem Getreide übernachtet, um es zu bewachen. Rut soll sich verstecken und beobachten, wo Boas seinen Schlafplatz hat. Dann soll sie in der Dunkelheit seine Beine aufdecken und sich dort hinlegen. Was immer Boas dann anordne, solle sie tun. Die bisher so eigenständige Rut erklärt der Schwiegermutter ihren Gehorsam und setzt diesen Plan um. Die ganze von Noomi arrangierte Situation ist sexuell konnotiert und für Rut höchst riskant. Da Ehen ausgehandelt werden, hat Noomi anscheinend etwas anderes vor: Rut soll von Boas schwanger werden. Das hätte verschiedene mögliche Konsequenzen: a) Boas heiratet Rut, um sein Kind zu legitimieren (optimal), b) Boas nimmt Rut als Konkubine und versorgt sie fortan (auch akzeptabel), c) Rut bringt für Noomi das Kind zur Welt, das Noomi aus Altersgründen nicht selbst bekommen kann (für Noomi jedenfalls eine Verbesserung ihrer Lage).
Der Erzähler beschreibt ausführlich, wie Boas es sich nach getaner Arbeit bei Speis und Trank gut gehen lässt und zufrieden einschläft. Rut legt sich vorsichtig bei ihm nieder, die Spannung steigt. Um Mitternacht erwacht Boas, bemerkt die Frau und fragt, wer sie sei. Sie antwortet: „Ich bin Rut, deine Magd. Breite deine Gewandsäume (wörtlich: „Flügel“) über deine Dienerin, denn ein Löser bist du!“ (Rut 3,9 , Übersetzung: Irmtraud Fischer) Rut fordert Boas damit auf, ihr durch die Ehe Schutz zu gewähren, und erinnert ihn daran, dass er ein „Löser“ ist. In kreativer Weise verknüpft sie die beiden Rechtsthemen Leviratsehe und Löserpflicht. Und Boas lässt sich auf diese Argumentation ein. Was Rut vorgeschlagen hat, wolle er tun (Rut 3,11 ). Er lobt Rut als „fähige Frau“, deren Integrität in ganz Bethlehem bekannt sei. Gern würde er der Löserpflicht nachkommen und Rut zur Frau nehmen, er müsse aber einem anderen, näheren Verwandten den Vortritt lassen. Das soll am nächsten Morgen geklärt werden. Rut bleibt bis zum Morgengrauen bei Boas, dann schickt er sie mit einem großzügigen Geschenk an Getreide zu Noomi zurück.
Die Begegnung von Rut und Boas nachts auf der Tenne ist eine der intimsten Szenen der Hebräischen Bibel. Sie hat Anklänge an die Begegnung von Mann und Frau im Garten Eden; Boas’ Erschrecken um Mitternacht lässt auch an die Nacht der Befreiung, die Pessach-Nacht, denken. Vor allem aber wird die fremde Frau, die Moabiterin, aufgewertet. Moabiterinnen galten als die sexuelle Bedrohung israelitischer Männer schlechthin; die Herkunft der Moabiter und Ammoniter wird aus einem Inzest der Stammmütter mit ihrem betrunkenen Vater erklärt. Und hier ist nun die wie eine Braut geschmückte Rut, die sich in verfänglicher Szene untadelig verhält und Boas an diverse Rechtsvorschriften der Tora erinnert. Ob Boas und Rut sich zueinander hingezogen fühlen oder nicht, bleibt eine Leerstelle der Erzählung.

### Vierter Akt (Rut 4, 1–17)
Nachdem Rut zu Noomi zurückgekehrt ist, müssen beide Frauen abwarten, wie Boas die Situation regeln wird. Der Schauplatz, den er aufsucht, ist das Stadttor von Bethlehem. Die vorausgesetzten Verhältnisse sind jene der persischen Provinz Jehud, in der Orte wie Bethlehem in vielen Belangen eine Selbstverwaltung des Kollektivs von Ältesten hatten und Rechtssachen im Tor (entsprechend der Agora bzw. dem Forum) öffentlich entschieden wurden. Grundlage hierfür war die Tora, die von den Ältesten auf die Situation hin ausgelegt wurde.
Souverän gestaltet Boas die Situation im Tor; alle Männer, die dort zusammenkommen, fügen sich seinen Anordnungen. Für den Leser neu und überraschend ist die Information, dass Noomi als Witwe Elimelechs im Umland von Bethlehem ein Feld besitzt, das sie verkaufen möchte (Rut 4,3 ). Um sich überhaupt auf die Rechtsinstitution des Lösers beziehen zu können, ist familiärer Grundbesitz allerdings die Voraussetzung. Boas tritt als Rechtsvertreter der Witwe Noomi auf, um den Verkauf in ihrem Sinne zu regeln (vielleicht als eine Leibrente zu ihrer Altersversorgung). Er spricht gezielt einen anonymen „Soundso“ als kaufberechtigten nahen Verwandten an. „Soundso“ ist auch gleich zum Kauf bereit. Nun macht Boas ihn mit der Klausel bekannt, dass er in diesem Fall mit Rut die Leviratsehe eingehen müsse: Das heißt, er bekäme das Feld nur zur vorübergehenden Nutzung, denn der von ihm gezeugte, von Rut geborene Sohn (der als Sohn ihres verstorbenen Mannes Machlon gelten würde) würde es in der nächsten Generation wieder besitzen – keine gute Investition also für „Soundso“. Die Argumentation des Boas und das weitere Geschehen beziehen sich sprachlich eng auf die Regelung der Leviratsehe in der Tora (Dtn 25,5–10 ); nur stimmen die Voraussetzungen nicht: Weder „Soundso“ noch Boas sind Brüder des verstorbenen Machlon oder haben mit ihm auf gemeinsamem Grundbesitz gelebt. „Soundso“ tritt von seinem Anspruch zurück. Nach Dtn 25,9 müsste die Witwe den Schwager, der sich der Leviratspflicht verweigert, durch Schuhausziehen und Anspucken öffentlich demütigen; hier zieht er seinen Schuh selbst aus, und dies wird zu einem üblichen Brauch bei geschäftlichen Transaktionen erklärt. Die Übergabe des Schuhs symbolisiert jeweils die Übergabe von Rechten. Boas „erwirbt“ daraufhin zugleich Noomis Feld und Rut als Ehefrau (Rut 4,9–10 ) und nimmt dafür alle im Tor versammelten Männer als Zeugen. Diese bekräftigen ihre Zustimmung, verbunden mit dem Wunsch, dass „die Frau, die in dein Haus kommt“, Israels Stammmüttern Rachel und Lea gleichen möge. Auf diese Ehe zielte Boas’ Verhandlungsstrategie im Tor ab: „Die Löserinstitution diente dazu nur als Vehikel, die Ehe des Judäers mit der Frau aus jenem Volk zu legitimieren, das auf ewig nicht in die Gemeinde Israels eintreten darf.“

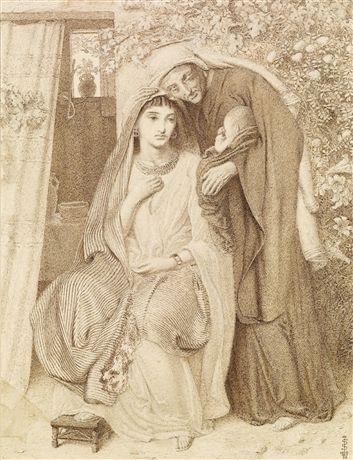
Rut, Noomi und Obed (Simeon Solomon, 1860, Birmingham Museums and Art Gallery)

Am Schluss der Erzählung richtet sich die Aufmerksamkeit auf Noomi, die nun endlich ganz nach Bethlehem heimgekehrt und dort integriert ist. Rut, die ihr „sieben Söhne ersetzt“, bringt für sie einen Sohn zur Welt (Rut 4,17 ). Dass eine Frau für eine andere ein Kind gebiert, wird in der Hebräischen Bibel ansonsten nur in den Fällen erzählt, wo eine unfruchtbare freie Frau ihre Sklavin dem Ehemann als Konkubine überlässt. Dieses Abhängigkeitsverhältnis besteht zwischen Noomi und Rut nicht. Die Nachbarinnen geben dem Neugeborenen den sprechenden Namen Obed, „Diener“: Dieses Kind „dient beiden Frauen: Rut zur Integration und Noomi zur Reintegration in Betlehem und beiden zur Versorgung im Alter.“ Sobald Rut einen Sohn geboren hat, verschwindet sie aus der Erzählung.

### Epilog (Rut 4, 18–22)
Eine zehngliedrige Stammtafel führt die Abstammung des Königs David über Obed auf Perez zurück. Perez’ Geburt ist das Ergebnis einer von Tamar unkonventionell durchgesetzten Leviratsehe (vgl. Gen 38,1–30 ). Dieser Stammbaum verbindet König David mit den Erzeltern Israels und stimmt inhaltlich mit den Angaben in 1 Chr 38,1–30  überein.
Ob diese Stammtafel ein nachträglicher Zusatz ist oder zum Grundbestand des Rutbuchs gehört, ist in der Exegese umstritten. Im letzteren Fall zielt die Erzählung von Rut darauf, ihren Sohn Obed zum Vorfahren des Königs David zu machen. Dafür, dass der Epilog (die „Toledot des Perez“) sekundär ist, spricht, dass Obed hier zum Sohn des Boas erklärt wird, was er der Rut-Erzählung zufolge zwar im biologischen Sinne ist, im sozialen Sinn aber nicht, da Boas mit Rut die Leviratsehe eingeht und Obed demzufolge als Sohn von Ruts verstorbenem Mann Machlon betrachtet wird.

## Aufbau der Erzählung
Der Masoretentext unterteilt das Buch in 85 Verse. Seit Anfang des 13. Jahrhunderts (Stephen Langton) wird es in christlichen Bibeln in vier Kapitel unterteilt. Diese Kapitelzählung übernahm die Rabbinerbibel Venedig 1516/17; sie ist seither auch im Judentum üblich.
Ein Kennzeichen des Buchs Rut ist der hohe Anteil der Dialoge, die über die Hälfte des Textes (59 Verse) ausmachen. Die Hauptpersonen werden nicht vom auktorialen Erzähler, sondern durch ihre Redebeiträge charakterisiert.
Das Buch ist klar aufgebaut: Es gibt vier Abschnitte oder Akte, gerahmt von Prolog und Epilog. Erster und vierter Akt entsprechen sich ebenso wie zweiter und dritter Akt. In jedem Akt steht ein Dialog im Zentrum:
- 1. Akt, unterwegs nach Bethlehem: Noomi spricht mit Orpa und Rut. Orpa tritt ab.
- 2. Akt, am Feld bei Bethlehem: Boas fragt den Vorarbeiter nach der Identität Ruts. Er spricht mit Rut.
- 3. Akt, nachts auf der Tenne: Boas fragt Rut nach ihrer Identität.
- 4. Akt, im Stadttor von Bethlehem: Boas spricht mit dem Löser und den Ältesten. Der Löser tritt ab.

## Hauptpersonen
Bezeichnend für das Buch Rut ist der Gebrauch sprechender Eigennamen. Einzig der Name Rut ist in seiner Bedeutung unklar. Da die Wurzel rwt im antiken Moab gut bezeugt ist, sieht Ernst Axel Knauf Rut als moabitischen Frauennamen an. Ruts Rolle als Hauptperson ist dadurch unterstrichen, dass sie sowohl von dem Vorarbeiter als auch von Boas und zum Schluss von den Frauen Bethlehems gerühmt wird.
Die weiteren Personen:
- Noʿomi (hebräisch נָעֳמִי Nåʿåmî): „Meine Wonne“, später Mara (מָרָא Mārā’) „Bittere“
- Boʿas (בֹּעַז Boʿaz): „In ihm ist Kraft“,[59] „der Potente“[60]
- Elimelech (אֱלִימֶלֶךְ ’Älîmælækh): „Mein Gott ist König“[59] – insofern passend, als aus seiner Familie das Jerusalemer Königshaus hervorgeht.[60] Bereits der Midrasch Rut Rabba interpretiert den Namen Elimelech in diesem Sinn: „Zu mir kommt das Königreich.“[61]
- Machlon (מַחְלוֹן Maḥlôn) und Kiljon (כִּלְיוֹן Kiljôn): „Kränkling“ und „Schwächling“,[59] „Schwächlich“ und „Gebrechlich“[60]
- Orpa (עָרְפָּה ‘Årpāh): „die den Rücken Kehrende“,[59] d. h. die Zurückkehrende.[62] Diese Interpretation des Namens stammt aus dem Midrasch Rut Rabba.[63]
- Obed (עֹובֵד ʿÔved): „Diener, Knecht“
- Bethlehem (בֵּית לָחֶם Bêt lāḥæm): „Brothaus“[59]

Alle handelnden Personen (auch Orpa und der anonyme „Löser“) sind positiv gezeichnet und wetteifern fast darum, dem anderen Gutes zu tun und zu helfen. Es lässt sich außerdem sagen, dass die Personennamen nicht willkürlich gewählt wurden, sie offenbaren die wesentlichen Absichten und Inhalte der jeweiligen Personen, die wiederum in Abhängigkeit zueinander stehen.

## Ort und Zeit der Handlung
Die erzählte Zeit des Buchs Rut ist die „Zeit, als die Richter regierten“ (Rut 1,1 ), d. h. die Eisenzeit I (1200/1150–1000 v. Chr.). Aus dieser Periode der Geschichte Palästinas liegt kaum Quellenmaterial vor, archäologisch ist sie nach der vorausgehenden Deurbanisierung durch neues Siedlungswachstum gekennzeichnet: Beginnend im Bergland, stiegen Dörfer zu regionalen Zentren auf, und Häuptlinge (= Richter) standen kleinen Stammesstaaten oder kurzlebigen Allianzen vor. Man nimmt an, dass das biblische Buch der Richter Erinnerungen an diese Zeit bewahrt hat. Der Einleitungssatz des Rutbuchs wird allerdings vielfach als sekundär betrachtet, weil in der Erzählung eben kein Richter auftritt, um die juristische Problematik mit Autorität zu entscheiden.
Der Prolog des Rutbuchs umfasst eine Zeitspanne von über zehn Jahren. Danach verlangsamt sich das Erzähltempo immer mehr: Der erste Akt entspricht einer Wanderung von Moab nach Bethlehem in Juda (also wohl mehrere Tage). Der zweite Akt umfasst einen einzigen Tag am Beginn der Gerstenernte, den man mit der Hauptfigur Rut durchlebt. Von dort springt die Erzählung zum Abschluss der Getreideernte und behandelt im dritten Akt die Ereignisse einer Nacht sowie im vierten Akt die Ereignisse am darauf folgenden Morgen. Da in Israel der Tag mit der Abenddämmerung beginnt, spielen dritter und vierter Akt im Lauf eines vollen Tages. Mit Rut 4,12  ist die Aufnahme der Moabiterin Rut in die Gemeinschaft Israels vollzogen, und nun weitet sich die Zeit in die neun Monate von Ruts Schwangerschaft. Im Epilog wird der Knabe Obed in eine Abstammungslinie gestellt, die bis zu den Erzeltern Israels zurückverfolgt wird und dann in die Zukunft über die Richterzeit hinaus bis zu König David reicht.
Der Großteil des Rutbuchs spielt in und um Bethlehem, das im ersten Akt nach einer Wanderung erreicht wird. In der Stadt haben Noomi und Rut einen nicht näher beschriebenen Aufenthaltsort, von wo aus Rut täglich zur Erntearbeit aufbricht, während Noomi zurückbleibt. Mit Rut besucht der Leser im zweiten und dritten Akt die Felder bei Bethlehem, wo es einen Ort für die Mittagsrast gibt und eine Tenne, wo man nach dem abendlichen Worfeln übernachtet. Das Stadttor von Bethlehem ist der Schauplatz des vierten Akts.

## Entstehungszeit und -ort
Für eine Datierung des Buchs Rut in nachexilischer Zeit (5. Jahrhundert v. Chr. oder später) nennen Erich Zenger und Christian Frevel folgende Gründe:
- Das Buch bietet eine kreative Auslegung von Rechtsvorschriften der Tora, nämlich der Institution des Lösers, der ein Vorkaufsrecht bzw. eine Rückkaufspflicht beim Landbesitz der Großfamilie hat (Lev 25) und der Institution der Schwagerehe (Dtn 25).
- Die Betonung familiärer Solidarität passt in eine Zeit nach dem Zusammenbruch des Königtums. Nach der Rückkehr aus dem Babylonischen Exil war die Integration von Nichtisraeliten eine drängende und umstrittene Frage.
- Rückkehr aus fremdem Land und Geburt eines Kindes sind Hoffnungsmotive, die ähnlich zum Beispiel bei Deuterojesaja begegnen.
- Auch in anderen Werken der nachexilischen Literatur tragen die Hauptpersonen sprechende Namen.
- Die „Frauenperspektive“ des Buchs passt eher in eine spätere Zeit.
- Zahlreiche Bezüge zu anderen Schriften der Hebräischen Bibel setzen voraus, dass das Buch Rut später als jene abgefasst wurde.

Die Grunderzählung datiert Markus Witte ins 5./4. Jahrhundert v. Chr. und weist sie gebildeten Jerusalemer Kreisen zu, die sich sowohl in Rechtstexten als auch in der erzählenden Literatur Israels gut auskannten. Irmtraud Fischer, die für die literarische Einheitlichkeit des Buchs plädiert, teilt diese Argumentation, wobei allerdings das Desinteresse am Kultus und am Priestertum auffällig sei. Seit Shlomo Dov Goitein (1957) wird manchmal eine Frau als Verfasserin erwogen, auch Fischer hält dies für möglich. Eine andere Möglichkeit, die „Frauenperspektive“ des Rutbuchs zu erklären, ist die Tradierung des Stoffs durch weise Frauen vor seiner schriftlichen Fixierung.
Zur Sprache des Rutbuchs bemerkt Yair Zakovitch, der Verfasser habe angestrebt, der Erzählung einen archaischen Charakter zu verleihen, gebrauche jedoch Sprachelemente, die auf eine späte Entstehung hinweisen, sowohl Aramaismen als auch Hapax legomena, die im Mischna-Hebräischen wieder begegnen.

## Textgeschichte

### Hebräischer Text
Unter den Schriftrollen vom Toten Meer befanden sich vier Fragmente des Buches Rut:
- 2QRutha = 2Q16 (1. Jahrhundert n. Chr.) enthält Rut 2,13–23 EU, Rut 3,1–8 EU und Rut 4,3–4 EU. Die Unterschiede zum masoretischen Text sind geringfügig.
- 2QRuthb = 2Q17 (um 50 v. Chr.) enthält Rut 3,13–18 EU. Maurice Baillet stellte eine gewisse „Unabhängigkeit“ gegenüber dem masoretischen Text fest, doch ermöglicht die geringe Textmenge kein sicheres Urteil.
- 4QRutha = 4Q104 enthält Rut 1,1–12 EU.
- 4QRuthb = 4Q105 enthält vier einzelne Wörter aus Rut 1,1–2 EU und vier unvollständige Zeilen aus Rut 1,11–15 EU.

Insgesamt lässt sich feststellen, dass die Qumran-Fragmente von Rut so gut wie nie mit der Septuaginta gegen den Masoretischen Text übereinstimmen, aber einige von beiden abweichende Lesarten bieten. Weitere Bezugnahmen auf das Buch Rut sind im Textkorpus vom Toten Meer nicht nachgewiesen. Hinzu kommt das Manuskript Schøyen 5441 (Rut 2,1–2 ), welches sich aufgrund der geringen Textmenge weder texttypologisch noch orthographisch einordnen lässt; auch der Fundort in der Region am Toten Meer ist unbekannt.
Die wichtigsten Zeugen des masoretischen Textes sind in der Biblia Hebraica Quinta der Codex Leningradensis, der Codex von Aleppo und ein jemenitisches Manuskript aus der Cambridge University Library (Add. Ms. 1753). Der ursprüngliche Konsonantentext wurde wahrscheinlich in einer altertümlichen, sehr defektiven Orthographie niedergeschrieben und anschließend der Schreibweise des masoretischen Textes angepasst, wobei es aber zu Unstimmigkeiten kam, die von späteren Kopisten fallweise korrigiert wurden.

### Griechischer, syrischer und lateinischer Text
Die antike griechische Übersetzung des Buchs Rut (altgriechisch Ρουθ Rūth) weist Merkmale auf, die eine späte Abfassung (1. Jahrhundert n. Chr.) wahrscheinlich machen; ob sie an die Stelle älterer griechischer Übersetzungen trat, ist unsicher. Das griechische Rutbuch gibt keine Anhaltspunkte dafür, ob es in Ägypten (Alexandria) oder Judäa (Jerusalem) entstand. Es handelt sich um „Übersetzungsgriechisch“, das Sprachelemente der hebräischen Vorlage nachahmt. Damit ist der Rückschluss möglich, dass diese hebräische Vorlage dem masoretischen Text nahestand. Mehrfach vermeidet der Septuaginta-Übersetzer Formulierungen mit sexuellen Konnotationen; beispielsweise wird ausgelassen, dass Boas getrunken hatte (und womöglich betrunken war), als er sich auf der Tenne zum Schlafen niederlegte (Rut 3,7 ). Ebenfalls zu den „theologischen Retuschen“ des Septuaginta-Rutbuchs rechnet Eberhard Bons, dass Orpa als Polytheistin gekennzeichnet wird, während Rut sich zu dem einen Gott Israels bekehrt hat:

„Und Orpha küsste ihre Schwiegermutter und kehrte um zu ihrem Volk, Ruth aber folgte ihr. Und Noemin sagte: Siehe, deine Schwägerin ist zurückgekehrt zu ihrem Volk und zu ihren Göttern.“

Die Peschitta nutzt eine griechische Vorlage und stimmt oft mit der Septuaginta gegen den masoretischen Text überein. Es gibt kleinere Kürzungen wie auch Erweiterungen verglichen mit dem masoretischen Text.
Die Vetus Latina stimmt mit dem masoretischen Text überein, ohne eine Nähe zu bekannten griechischen Textfassungen aufzuweisen. Der Übersetzer der Vulgata, Hieronymus, der das Buch Rut relativ spät (405/6) aus dem Hebräischen übersetzte, nutzte eine hebräische Vorlage, die leicht vom masoretischen Text abwich, aber Ähnlichkeit mit 4Q104 und 2Q17 aufweist. Die meisten Unterschiede zum masoretischen Text sind aber nicht durch eine abweichende Vorlage, sondern durch stilistische oder theologische Gründe erklärbar.

## Stellung im Kanon

### Hebräische Bibel
Im Kanon des Tanach gehört das Buch Rut zum dritten Kanonteil, den Ketuvim. Die Reihenfolge der Bücher war in der Zeit der handschriftlichen Vervielfältigung sehr variabel. Die älteste jüdische Kanonliste ist eine Baraita, die sich im Talmud-Traktat Bava Batra findet:

„Die Reihenfolge der Hagiographen [= Ketuvim] ist wie folgt: Ruth, Psalmen, Ijob, Sprüche, Qoheleth, Lied der Lieder [= Hoheslied], Klagelieder, Daniél, die Esterrolle, Ezra [= Esra und Nehemia] und die Chronik [= 1. und 2. Buch der Chronik].“

An dieser Stelle des Talmud werden auch einige Angaben zu Verfassern biblischer Bücher gemacht. Samuel schrieb demnach das Buch Rut. Bemerkenswert an dieser Baraita ist, dass die fünf Megillot noch nicht zu einer Untergruppe der Ketuvim zusammengefasst sind. Die hier gebotene Reihenfolge ist vorbildhaft für alle jüdischen Bibelhandschriften, die die Gruppe der Megillot noch nicht kennen, teilweise auch für spätere Bibelhandschriften, die zwar die Megillot zusammenstellen, im Übrigen aber der Reihenfolge von Bava Batra 14b folgen. Julius Steinberg schlägt für diese Liste folgende Erklärung vor:
- Das an den Anfang gestellte Buch Rut dient als Einführung in die Ketuvim und entfaltet das Thema Exil und Heimkehr.
- Die umfangreichen Bücher Psalmen und Chronik haben den Charakter von Kompendien und rahmen die übrigen Ketuvim.
- Eine Untergruppe umfasst die weisheitlichen Bücher Ijob, Sprüche, Kohelet und Hoheslied. Sie behandeln den Lebensweg des einzelnen Menschen zwischen den Polen Trauer und Freude.
- Die zweite Untergruppe umfasst die historischen Bücher Klagelieder, Daniel, Ester, Esra/Nehemia. Sie behandeln den Weg des Volkes Israel vom Exil zur Rückkehr ins Land, also ebenfalls von der Trauer zur Freude.

Eine zweite frühe Anordnung der Ketuvim findet sich im Codex Leningradensis: Chronik, Psalmen, Ijob, Sprüche, Rut, Hoheslied, Kohelet, Klagelieder, Ester, Daniel, Esra/Nehemia. Man nimmt an, dass diese Anordnung auch im Codex von Aleppo und im Codex Cairensis schon befolgt wurde und mithin bis ins 9. Jahrhundert zurückreicht. Die fünf Megillot finden sich hier schon als Untergruppe zusammengestellt, doch nach Timothy J. Stone erfolgte diese Anordnung noch nicht aus liturgischen Gründen. Das Lob der tüchtigen Frau am Ende des Buchs der Sprüche bewirkte demnach, dass das Buch Rut hinter diesem einsortiert wurde. Die Moabiterin Rut erscheint als Musterbeispiel der tüchtigen Frau. Im Midrasch Leqach Tov heißt es: „Und darum stellte man das Buch Rut in die Nähe der Sprüche Salomos, um dich zu lehren, daß alles, was Salomo über die tüchtige Frau sprach, auf Noomi und ihre Schwiegertochter (Rut) zu beziehen ist.“ Unter 114 mittelalterlichen hebräischen Manuskripten findet sich 42-mal die obige Reihenfolge Rut, Hoheslied, Kohelet, Klagelieder, Ester und 37-mal die liturgische Reihenfolge Hoheslied, Rut, Klagelieder, Kohelet, Ester.
Die in jüdischen Bibeln heute übliche „rabbinische“ Anordnung der Ketuvim kam im 12./13. Jahrhundert auf; sie verbindet orientalische und westliche Traditionen. Innerhalb der Megillot gilt die liturgische Reihenfolge Hoheslied, Rut, Klagelieder, Kohelet, Ester. Auf diese Weise rücken die Begründung der davidischen Dynastie (Buch Rut) und ihre Zerstörung (Klagelieder) direkt hintereinander.
Der frühe hebräische Bibeldruck (Soncino 1488, Neapel 1491, Brescia 1494) führte als Neuerung ein, die Megillot direkt hinter die fünf Bücher der in einem einjährigen Zyklus gelesenen Tora zu platzieren; ihre Zuordnung zu einem Fest steht hierbei im Vordergrund. Darauf aufbauend, ordnete die Rabbinerbibel Warschau 1885 jedem Buch der Tora als Anhang die Megilla zu, die in zeitlicher Nähe als Festlesung verwendet wird; das Buch Rut wird auf diese Weise zum Anhang von Numeri.

### Griechische und syrische Bibel
In den spätantiken Septuaginta-Codices wurde das Buch Rut unter die Geschichtsbücher eingeordnet. Es folgt dem Buch der Richter und geht den Büchern der Königtümer voraus. Origenes zufolge galt Rut als Anhang des Buchs der Richter. War die Richterzeit gekennzeichnet durch exzessive Gewalt gegen Frauen und willkürliches Handeln, so bildet das Rutbuch den Kontrast hierzu.
In einigen frühen Peschitta-Handschriften wurde das Buch Rut mit der Erzählung von Susanna im Bade, dem Buch Ester und dem Buch Judit zu einer Einheit verbunden, dem sogenannten „Buch der Frauen.“

## Rezeptionsgeschichte

### Jüdische Leser

#### Flavius Josephus
Der jüdisch-hellenistische Historiker Flavius Josephus erzählte das Rutbuch im Rahmen seines 93/94 n. Chr. fertiggestellten Geschichtswerks Jüdische Altertümer nach (Buch 5, 318–338). Vermutlich nutzte er die zu seiner Zeit noch ganz neue griechische Übersetzung der Septuaginta, kannte aber auch den hebräischen Text. Er kürzte erheblich, vor allem, indem er die für das Buch Rut sehr kennzeichnenden Dialoge zusammenstrich. Bei Josephus bemisst sich die Bedeutung einer Person daran, wie oft sie von ihm das Wort erhält: „Die Verhältnisse sind eindeutig: Boas spricht viermal …, Naomi einmal und Ruth gar nicht.“ Noomi veranschaulicht die programmatisch den Antiquitates vorangestellte These, aus dem Lauf der Geschichte könne der Leser erkennen, dass die Befolgung der Tora (der „vortrefflichen Gesetzgebung“) zu einem gelingenden Leben verhelfe (εὐδαιμονία eudaimonía „Lebensglück“). Aber wichtiger als Noomi und Rut ist Boas, der bei Josephus die Tugenden der Gastfreundschaft, Großzügigkeit, Frömmigkeit, Freundlichkeit, Weisheit, sexuellen Integrität und Treue zum jüdischen Gesetz verkörpert. Gott lenkt die Geschichte bei Josephus indirekt, indem er die beiden notleidenden Frauen dem exemplarisch frommen Boas begegnen lässt, der dann für das Glück aller sorgt.

#### Spätantike und Mittelalter
Die Datierung des Targum zu Rut ist umstritten, doch sprechen Indizien dafür, dass es sehr alte Elemente darin gibt, die bis auf die Zeit der Tannaiten zurückgehen. Es handelt sich nicht nur um eine Übersetzung des hebräischen Buchs Rut ins Aramäische, sondern um eine Anreicherung mit zusätzlichen Stoffen auf mehr als die doppelte Länge der biblischen Vorlage.
Der früheste Midrasch zum Buch Rut ist der Midrasch Rut Rabba, eine Textsammlung, die in spätantiker oder frühbyzantinischer Zeit in Eretz Israel niedergeschrieben wurde. Etwas später ist der Midrasch Rut Zuta zu datieren. Der von Tuvia ben Eliezer im späten 11. Jahrhundert verfasste Midrasch Leqach Tov kombinierte Material aus den beiden älteren Midraschim zu Rut mit Material aus dem Targum. Den ältesten jüdischen Kommentar zum Buch Rut verfasste der Jerusalemer Karäer Jafet ben Ali im 10. Jahrhundert auf Arabisch; er wurde später ins Hebräische übersetzt und irrtümlich Salomo ben Jeruchim zugeschrieben. Die karäische Kritik an rabbinischer Bibelauslegung verband sich bei Jafet ben Ali mit genauer Untersuchung grammatischer Phänomene. Im späten 11. Jahrhundert folgte der Rut-Kommentar Raschis, welcher den Midrasch Rut Rabba nutzte und Bezüge zum Buch Rut im Babylonischen Talmud aufzeigte. Raschi kennzeichnete hier wie in seinen anderen Kommentaren das Bemühen um den einfachen Wortsinn (Peschat); er ging besonders auf schwer verständliche Wörter (Hapax legomena) ein. Eine noch größere Distanz zum Midrasch bei gleichzeitigem Interesse am genauen biblischen Wortlaut wies der Kommentar von Abraham ibn Esra im 12. Jahrhundert auf. Der nur in einem Manuskript erhaltene Kommentar des Emmanuel von Rom stellt eine Bearbeitung und Erweiterung von Ibn Esras Rut-Kommentar dar.
Während die Hebräische Bibel die Konversion zum Judentum nicht kennt, wurde sie für die Rabbinen der Spätantike zu einem wichtigen und regelungsbedürftigen Thema. Rut diente ihnen als Modell einer Konvertitin, weil sie sich mit den Worten Rut 1,16  zugleich zu Israel (einer sozialen Gemeinschaft) und zu Gott (einem religiösen System) bekannte. Dreimal fordert Noomi ihre Schwiegertöchter auf, umzukehren; ebenso soll eine Person, die zum Judentum konvertieren möchte, dreimal abgewiesen, aber wenn sie beharrlich bleibt, angenommen werden. Der Midrasch Rut Rabba malt aus, wie Noomi Rut Unterricht vor ihrer Konversion erteilt. Laut der Mischna widersprach die Ehe des Israeliten Boas mit der Moabiterin Rut nicht Dtn 23,4 , da sich das Verbot der Konversion von Moabitern nur auf Männer beziehe.
Im Babylonischen Talmud wird Rut als Tochter des Moabiterkönigs Eglon bezeichnet. Sie soll die Regierungszeit ihres Urenkels David und sogar noch den Beginn der Herrschaft Salomos miterlebt haben. Boas dagegen wird im Talmud mit dem Richter Ibzan identifiziert (vgl. Ri 12,8–10 ). Orpa erhält im Midrasch ausgesprochen negative Züge und wird zur Ahnfrau von Davids Zweikampfgegner Goliat.
Für die Zuweisung des Buchs Rut an das Fest Schawuot werden verschiedene Gründe genannt: Das Buch spielt zur Zeit der Gersten- und Weizenernte, und Schawuot ist ein Erntefest; König David soll (laut dem Midrasch Rut Rabba) an Schawuot verstorben sein, und das Buch Rut berichtet von seinen Vorfahren; Schawuot ist thematisch mit der Gabe der Tora an Israel verbunden, und Rut ist das Modell einer Konvertitin, die sich aus eigenem Antrieb der Religion Israels anschließt.
Im kabbalistischen Werk Midrasch haNe’lam (13. Jahrhundert) verkörpert Rut die Schechina im Exil; im etwas späteren Guf haZohar spielt die Begegnung auf der Tenne eine wichtige Rolle: Rut sucht nicht den Löser, sondern den messianischen Er-Löser, und der sexuelle Kontakt mit Boas, bei dem Obed gezeugt wird, hat theurgische Wirkungen. Schließlich kann Rut in der Kabbala (Midrasch haNe’lam, Tikkunei Zohar) als Verkörperung der Tora verstanden werden, was die Verlesung ihres Buchs am Fest Schawuot besonders passend erscheinen lässt.

#### Modernes Judentum

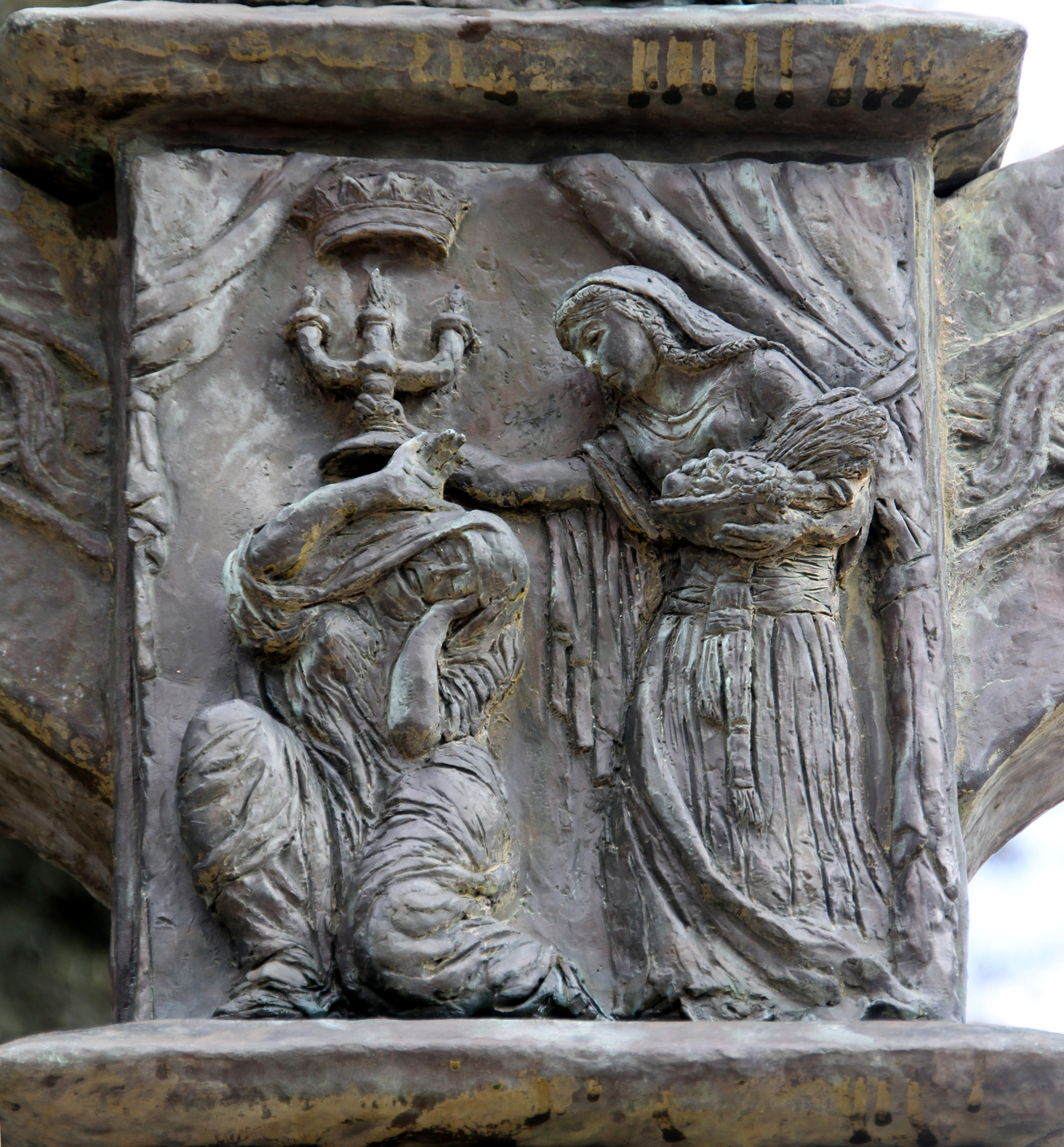
Detail der Knesset-Menora: Rut tröstet die um ihre Kinder trauernde Rachel (Benno Elkan, 1949/56)

Im frühen Zionismus hatte das Buch Rut eine große Bedeutung. Zeigte es doch, wie die Rückkehr aus dem Exil ins Land Israel die Menschen aufleben lässt – und noch dazu sind sie gemeinsam in der Landwirtschaft tätig. Bei Schawuot-Feiern in Kibbutzim wurde das Buch daher gern gelesen oder als Theaterstück aufgeführt. Dass Rut eine Moabiterin war, trat dabei in den Hintergrund. Im ausgehenden 20. und frühen 21. Jahrhundert ist Ruts Migrantenschicksal dagegen ein wichtiges Thema. In Israel finden an Schawuot Lernnächte mit dem Buch Rut statt, wobei Probleme von Immigranten und Minderheiten in der israelischen Gesellschaft diskutiert werden. Diese Lernnächte (Tikkunim) nach kabbalistischem Vorbild, zu denen man weiß gekleidet die Synagoge oder auch eine säkulare Kultureinrichtung besucht, sind in Israel seit etwa 2000 zu einem verbreiteten Phänomen geworden. Der orthodoxe Rabbiner Israel Drazin sieht die Geschichte Ruts als Beispiel dafür, dass es für Nichtjuden damals leichter gewesen sei, als Angehörige des Volkes Israel anerkannt zu werden, als in der Gegenwart.
In traditionellen aschkenasischen Gemeinden außerhalb Israels wird das Buch Rut am zweiten Tag Schawuot nach dem Hallel gelesen, in sefardischen Gemeinden in zwei Teilen am ersten und zweiten Tag Schawuot. Liberale Gemeinden kennen den Brauch, eine Lernnacht an Schawuot mit dem Studium des Buchs Rut zu verbringen. Während aschkenasische Gemeinden die Lesung aus einer Schriftrolle vortragen, ist es in anderen Riten üblich, den Text aus einer gedruckten Bibel oder einem Siddur vorzulesen.

Zum Grab von Rut und Isai vgl. 

### Christliche Leser

#### Neues Testament und Alte Kirche
Im Stammbaum Jesu nach Mt 1,1–17  ist Rut (Vers 5b) eine von fünf Frauen, die erwähnt werden. Neben ihr stehen: Tamar (Vers 3a), Rahab (Vers 5a), Batseba (Vers 6b) und Maria (Vers 16). Nur im Matthäusevangelium findet sich die Notiz, dass Rahab die Mutter des Boas gewesen sei.
In der frühchristlichen Literatur wurde Rut abgesehen von ihrer Erwähnung im Stammbaum Jesu zunächst nur wenig thematisiert. Schon bei Hippolyt von Rom findet sich die typologische Deutung, wonach Boas Christus als Bräutigam und Rut die Kirche aus den Heiden darstellt. Eingehender befasste sich Ambrosius von Mailand mit dem Buch Rut. Er stellte eine Verbindung zwischen dem Rechtsbrauch des Schuhausziehens im 4. Kapitel und der Aussage Johannes des Täufers, er sei nicht würdig, Jesus Christus die Schuhe zu tragen, her (vgl. Mt 3,11 ). Boas konnte die Moabiterin Rut erst heiraten, nachdem „Soundso“ zurücktrat und als Zeichen des Verzichts seinen Schuh auszog. Christus, dessen Schuhe von niemandem gelöst werden, sei der Bräutigam der Kirche. Mose dagegen zog auf göttlichen Befehl seine Schuhe aus (vgl. Ex 3,5 ), ist demnach laut Ambrosius von geringerem Rang als Christus und nicht der Bräutigam. Die allegorische Deutung der Ehe zwischen Boas und Rut auf die Beziehung Christi zu seiner Kirche wurde dann von weiteren Kirchenvätern aufgegriffen, darunter Johannes Chrysostomos. Von den altkirchlichen Autoren wurde Rut nicht, wie von den Rabbinen, als Konvertitin zum Judentum gesehen, sondern als Repräsentantin der nichtjüdischen Welt, die von Gott ohne Befolgung der Tora akzeptiert werde.
Der liturgische Gruß „Der Herr sei mit euch!“ (Dominus vobiscum) wird oft als Zitat von Rut 2,4 , Boas’ Gruß an die Erntearbeiter, gedeutet. Willem Cornelis van Unnik erklärt es allerdings für unwahrscheinlich, dass das in der christlichen Liturgie kaum beachtete Buch Rut diese Grußformel geliefert habe.

#### Mittelalter

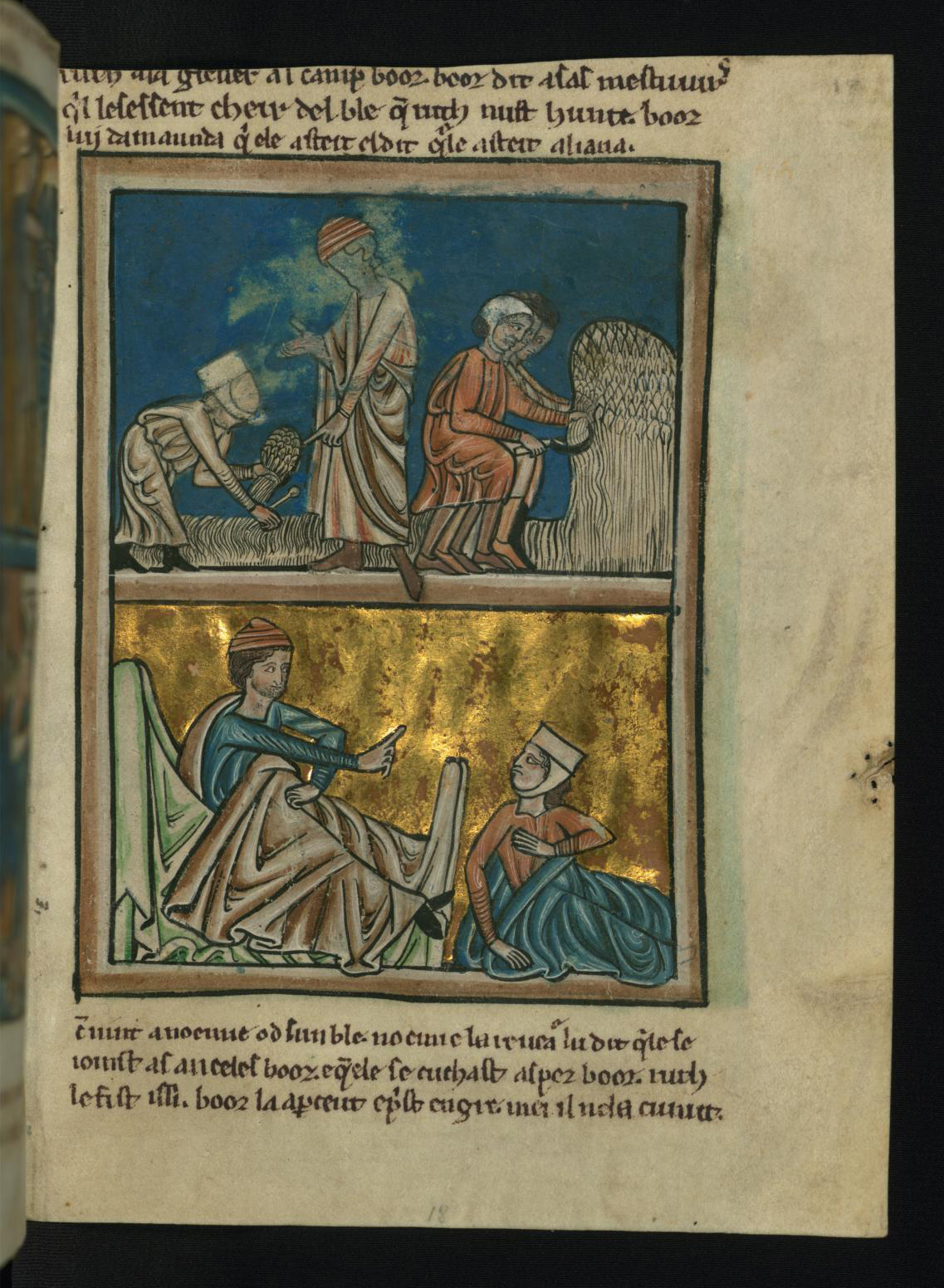
Rut begegnet Boas bei der Ernte und ruht zu seinen Füßen (William de Brailes, um 1250, Walters Art Museum)

Im Mittelalter war die Deutung von Boas und Rut auf Christus und die Kirche Allgemeingut. Die Glossa ordinaria deutete das ganze Buch Rut allegorisch und typologisch und integrierte dabei das Schuh-Motiv aus der Auslegung des Ambrosius. Moab wird als Reich des Teufels verstanden, Rut als Verkörperung der Heidenchristen, ihre Ehe mit Boas als die Begründung der Kirche aus Juden und Heiden.
Hugo von Saint-Cher erörterte, warum die biblische Schrift Buch Rut und nicht Buch Boas heiße (da Boas/Christus ja bedeutender sei als Rut/die Kirche). Nach Rut sei das Werk benannt, um die Gnade Christi umso mehr zu betonen. Noomis Aufenthalt im Lande Moab, wo ihr Mann und ihre Söhne sterben, kann dem irdischen Leben des Christen verglichen werden, das auch von Trauer überschattet ist. Ihre Rückkehr nach Bethlehem entspricht dann dem Eintritt ins himmlische und ewige Leben. Wenn Noomi Rut anweist, sich auf der Tenne zu Boas zu legen, so verstand die mittelalterliche Exegese das als Rat, als Christ bei den Füßen Christi auszuruhen.

#### Modernes Christentum
Karl Barth interpretierte in der Kirchlichen Dogmatik die Erzählung von Ruth im Blick auf das Verhältnis Israels zu den Völkern. Die Moabiterin Rut, die Noomi hilft, ist für ihn ein Beispiel für in der Hebräischen Bibel erwähnte „Fremdlinge, und doch als solche [zu Israel] Hinzugehörige, … die … eine Art Auftrag ausführen, ein Amt ausüben, für das es keinen Namen gibt …“
Jennifer L. Koosed stellte 2011 fest, das Buch Rut komme zwar in christlichen Kinderbibeln und Kindergottesdienst-Materialien ausgiebig vor, aber „kein einziger Abschnitt des Buchs Rut wurde in irgendein christliches Lektionar aufgenommen oder ist irgendwo Teil einer Festtags- oder Sonntagsliturgie. Zwar wird Ruts Treuebekenntnis gegenüber Noomi Rut 1,16–17  manchmal bei Trauungen gelesen, aber dies geschieht auf Wunsch des Brautpaars, nicht weil es Teil des liturgischen Textes wäre.“ Hier betritt das gemeinsame Lektionar von VELKD und UEK Neuland: Seit 2018 ist Rut 1,1–19  Predigttext (Reihe III) am Dritten Sonntag nach Epiphanias. In der römisch-katholischen Leseordnung ist das Buch Rut allerdings folgendermaßen vertreten: Ausschnitte aus dem ersten Kapitel als Lesung am Freitag der 20. Woche im Jahreskreis im Lesejahr I und Ausschnitte aus dem zweiten Kapitel am folgenden Samstag der 20. Woche im Jahreskreis sowie 1,14b–17 als mögliche Lesung bei der Trauung; auch in der „Sammlung von Marienmessen“ ist es vertreten.
Rut 1,16b  findet sich in mehreren Liturgien für die Segnung von Paaren in eingetragener Lebenspartnerschaft.

#### Gedenktag der Hauptperson Rut
- evangelisch: 16. Juli im Kalender der Lutherischen Kirche – Missouri-Synode
- katholisch: 1. September
- orthodox: vorletzter Sonntag im Advent

## Rut in Kunst, Literatur, Musik und Film

### Bildende Kunst
In der frühchristlichen Kunst wird das Buch Rut nicht dargestellt. Die ersten Illustrationen finden sich in byzantinischen Handschriften des Oktoeuchs und, byzantinischen Modellen folgend, in abendländischen Bilderhandschriften, besonders der Bible moralisée.
Die Ernteszenen des Buchs Rut begegnen in Jahreszeiten- und Monatsbildern; Beispiele für die Rezeption des Stoffs in der Landschaftsmalerei bieten Nicolas Poussin (Der Sommer) und Claude Lorrain. „Vor Poussin hatte niemand Ruth in einer bukolischen Sommerlandschaft auftreten lassen.“
In den protestantischen Niederlanden des 17. Jahrhunderts waren die ländlichen, alltäglichen Szenen aus der Rut-Erzählung als Bildmotive beliebt. Rembrandt schuf verschiedene Zeichnungen, in denen er der emotionalen Beziehung zwischen Rut und Noomi bzw. Rut und Boas besondere Aufmerksamkeit widmete. In der Szene auf der Tenne, bei der Boas sechs Maß Getreide als Geschenk auf Ruts Mantel schüttet (vgl. Rut 3,15 ), ist es beispielsweise der auf dem Boden ausgebreitete große Mantel, der symbolisch eine Einheit zwischen Rut und Boas herstellt.
William Blakes Gemälde Noomi fordert Rut und Orpa auf, ins Land Moab heimzukehren (1795) kontrastiert die beschämt und gebeugt davonziehende Orpa und die eng verbundenen Frauen Rut und Noomi. Im Viktorianischen Zeitalter wurden Szenen aus dem Buch Rut häufig dargestellt, wobei zunehmend die historisch „richtige“ Wiedergabe des biblischen Landlebens interessiert (Orientalismus). James Tissot reiste eigens nach Palästina, um Studien für sein Aquarell Die ährenlesende Rut (1896) anzufertigen. Philip Hermogenes Calderon verlegte 1902 die Trennungsszene von Noomi, Rut und Orpa in eine wüstenartige Landschaft mit Felsen, Palmen und Kakteen. Bei Pilgerreisen ins Heilige Land, die im 19. Jahrhundert einen Aufschwung nahmen, gehörte Bethlehem zum Pflichtprogramm. Sehr beliebt war der Besuch der Felder rings um Bethlehem, wo man den Einheimischen bei der Arbeit zusah und in die biblische Landschaft einzutauchen glaubte.

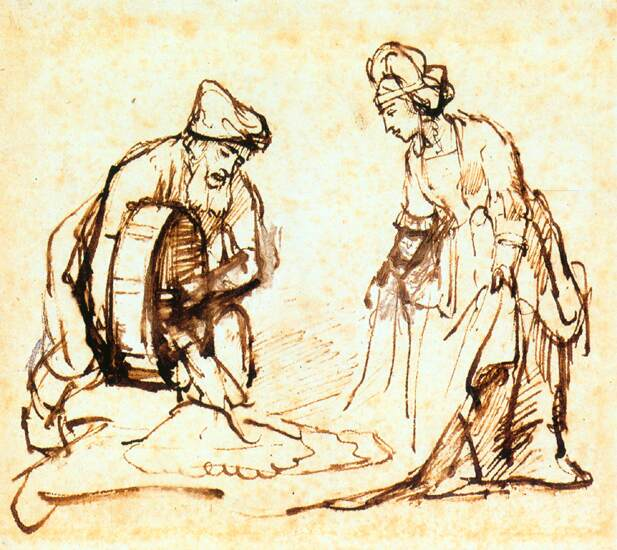
Rembrandt, 1643/47
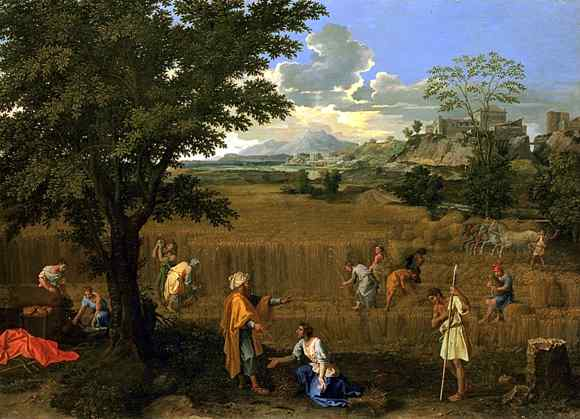
Nicolas Poussin, 1660/64
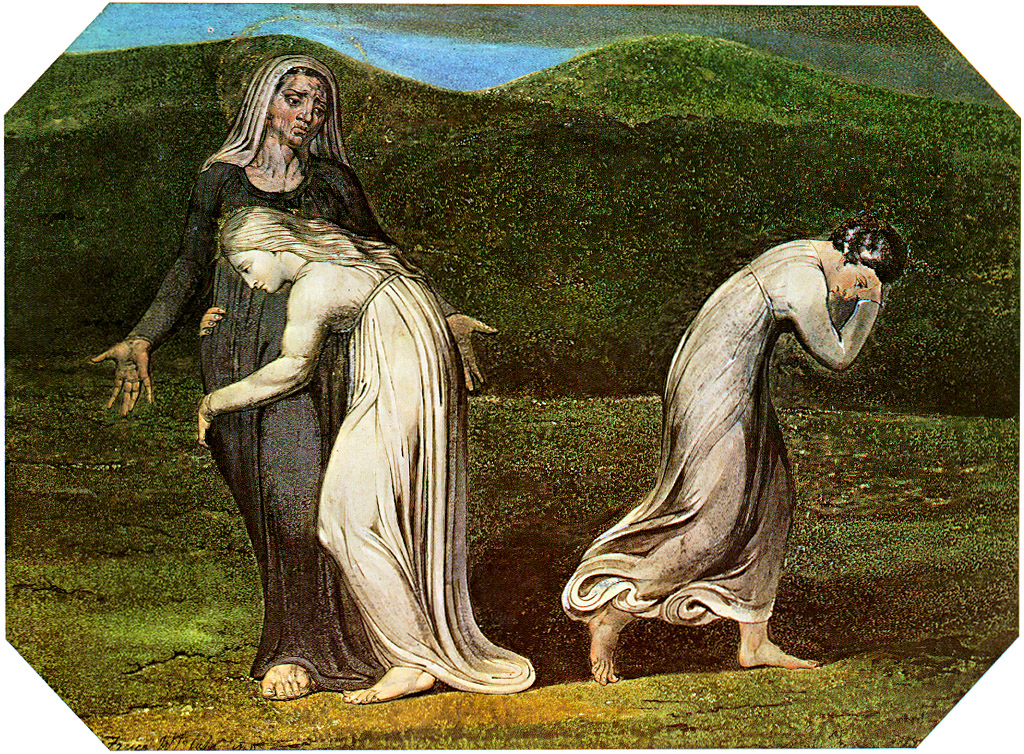
William Blake, 1795
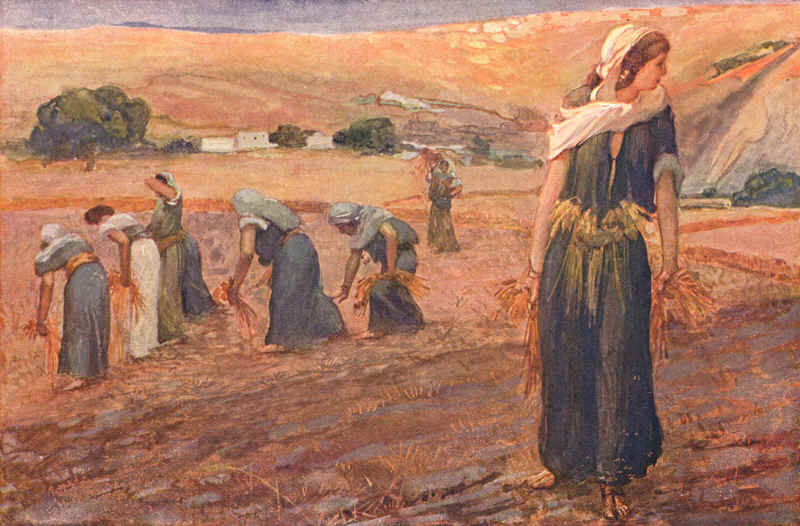
James Tissot, vor 1903
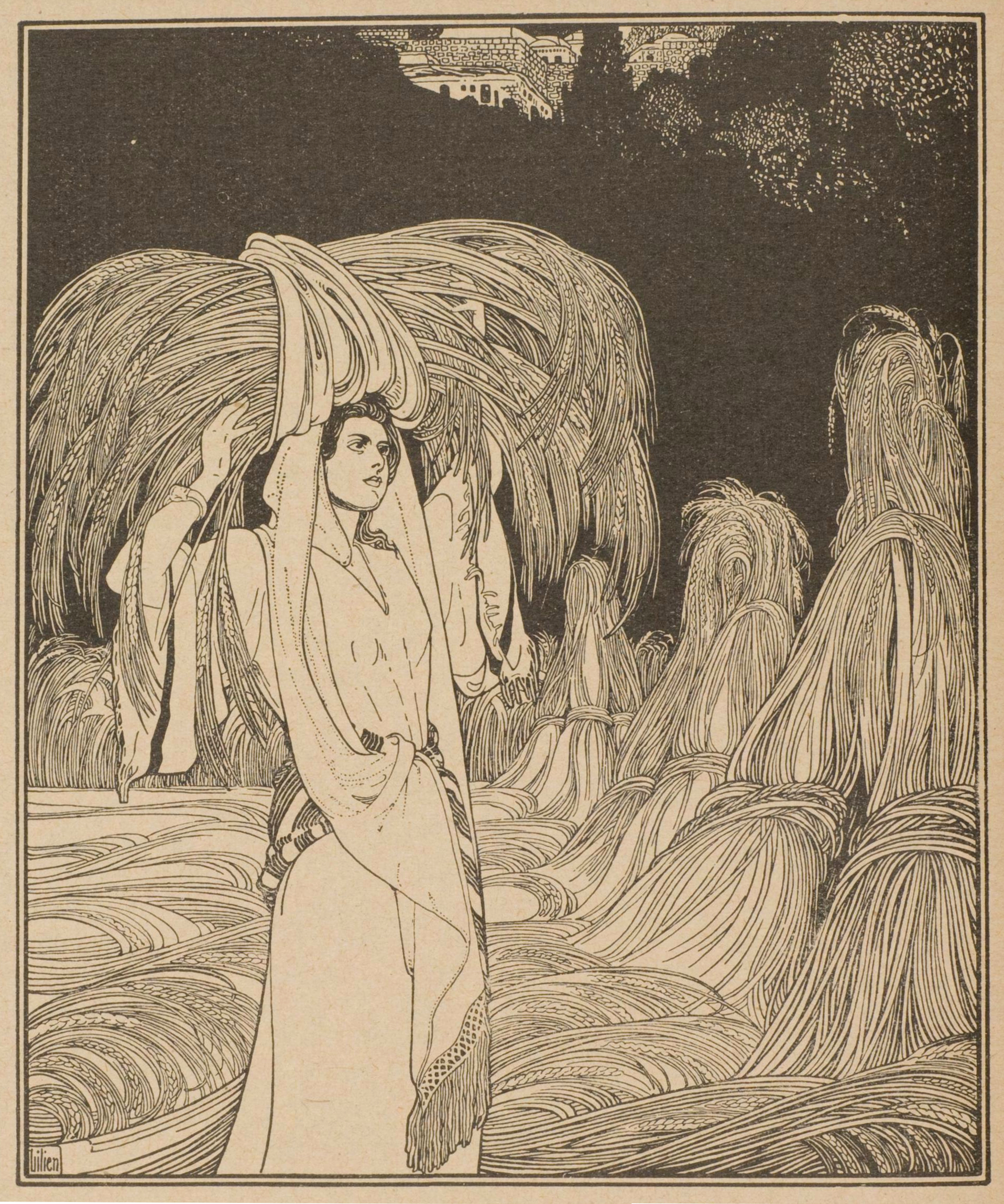
Ephraim Moses Lilien, 1912
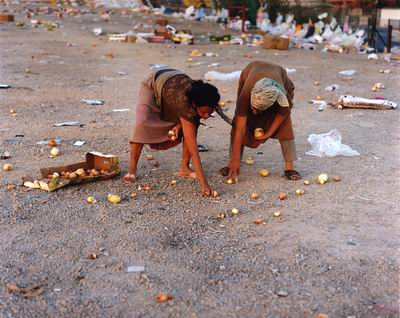
Adi Nes, 2006

Ephraim Moses Lilien stellte Rut 1912 als zionistische Pionierin dar, die der Zukunft im neu zu gründenden Staat entgegenblickt. Ungewöhnlicherweise arbeitet sie nachts auf dem Feld und hat ein an den Tallit erinnerndes Tuch um die Hüften geschlungen. Wie eine Araberin trägt sie ihre Last, die schweren Getreidegarben, auf dem Kopf.
Für seinen 1960 begonnenen Bilderzyklus zum Buch Rut wählte Marc Chagall fünf Szenen aus: Noomi mit Rut und Orpa, Rut beim Ährenlesen, Begegnung von Rut und Boas, Rut zu Füßen des Boas, Boas’ Erwachen. Feuerrot und Braun dominieren und rufen die Vorstellung von Sommerhitze und Ernte auf. Die letzten beiden Bilder interpretieren die Nacht auf der Tenne als sexuelle Begegnung von Rut und Boas.
In der Serie Biblische Erzählungen stellt der israelische Fotograf Adi Nes Stoffe aus der Hebräischen Bibel oder dem Midrasch dar, wobei er berühmte Gemälde zitiert und sich auf aktuelle Probleme der israelischen Gesellschaft bezieht. Bei der Darstellung von Ruth und Noomi ist man an Jean-François Millets Ährenleserinnen erinnert. Anders als in der Bibel und bei Millet sind die beiden Frauen aber nicht bei der Erntearbeit zu sehen. Sie sammeln Zwiebeln auf, die nach dem Abbau eines Wochenmarkts auf der Straße liegengeblieben sind. Die gemeinsame Arbeit schafft eine Verbundenheit der beiden Frauen, die fremd wirken, ohne dass man sie einer Minorität der israelischen Gesellschaft klar zuordnen könnte.

### Musik und Film
Oratorien zum Buch Rut schrieben unter anderem:
- Felice Giardini (1772),
- Samuel Wesley (1778),
- Jean-François Lesueur (Ruth et Noémi 1810, Ruth et Boaz 1811),
- César Franck (1845),
- Henry Litolff (1869),
- Luise Adolpha Le Beau (1885),
- Georg Schumann (1908).

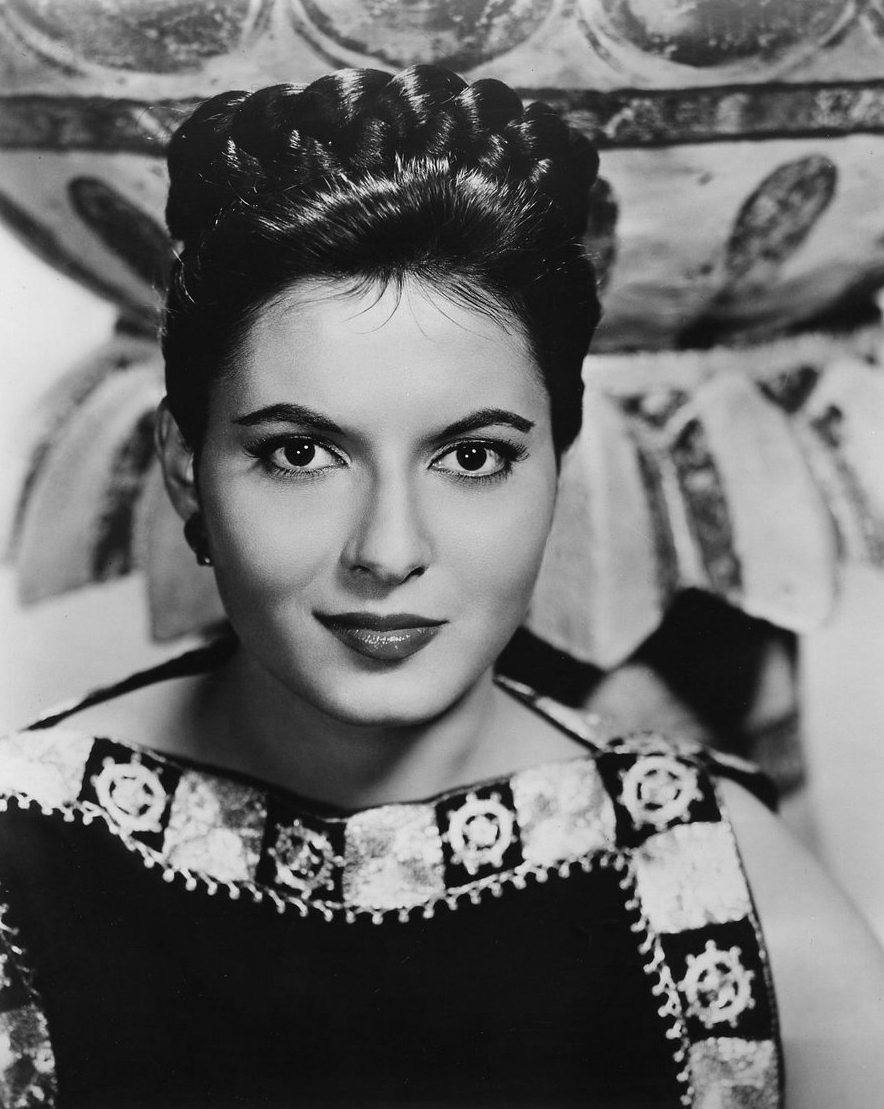
Elana Eden als Ruth in The Story of Ruth (1960)

Der Historienfilm The Story of Ruth (1960; Regie: Henry Koster) wird im Lexikon des internationalen Films als effektsicher inszeniertes „Kostümspektakel“ charakterisiert.
Amos Gitai nutzt in seinem Film Golem, l’esprit de l’exile (1992) das Buch Rut als Rahmenhandlung: Die aus Bethlehem stammende Familie lebt in Paris, die Söhne haben Französinnen geheiratet. Dann stirbt der Vater bei einem Autounfall, die Söhne bei ausländerfeindlichen Anschlägen. Die (junge) Naomi und ihre Schwiegertochter Ruth kehren gezwungenermaßen nach Bethlehem zurück. Boas, mit dem Ruth ein Kind hat, ist Kapitän eines Frachtschiffs und französisch-afrikanischer Herkunft. Die Personen des Films sind auf ihre Weise Wanderer zwischen verschiedenen Ländern, ohne je anzukommen.
2009 erschien der Bibelfilm The Book of Ruth: Journey of Faith (Regie: Steven Patrick Walker).

## Forschungsgeschichte
Sehr stark wurde die Meinung Johann Wolfgang von Goethes rezipiert, das Buch Rut sei „das lieblichste kleine Ganze …, das uns episch und idyllisch überliefert worden ist.“ Die im 19. und 20. Jahrhundert übliche Deutung des Werks als Idylle, also als Schilderung einfachen, friedlichen Landlebens, berief sich auf ihn.
Hermann Gunkel bestimmte die Gattung des Rutbuchs als Novelle, da Dialoge einen großen Teil des Buches ausfüllen: „Auch die italienischen Novellen der Renaissance, der Ausgangspunkt der modernen, sind aus Märchen- oder Sagenstoffen entstanden, die im Interesse der Charakterschilderung soweit ausgesponnen sind. Man hat also das Recht, von einer Ruth-Novelle zu sprechen. Der Zweck der vielen Reden ist auch hier deutlich, die Charaktere darzulegen.“
Die „idyllische“ Interpretation vertritt beispielsweise Yair Zakovitch. Er betont, dass nach den eingangs erzählten Schicksalsschlägen aller Pessimismus schwinde, zwischen den Personen keine Spannung bestehe und ganz im Gegensatz zu den kriegerischen und gewalttätigen Episoden des Richterbuchs ein ruhiges, friedliches Landleben geschildert werde – „ein Hauch von Anmut und Lieblichkeit“ wehe durch die Erzählung, deren ästhetische Qualität sich beim genauen Lesen erschließe.
Die Deutung als Idylle wird durch mehrere neuere Arbeiten zu Rut in Frage gestellt, die betonen, dass in dieser Erzählung zwei arme Frauen ums Überleben kämpfen. Dass junge Frauen wie Rut „ihren Körper im Kampf um die Überlebenssicherung ihrer Familien einsetzen müssen“ und Männer untereinander über die Zukunft von Frauen entschieden, bleibe auch im 21. Jahrhundert ein Problem, so Irmtraud Fischer. Das Rutbuch sei insofern aktuell, berge aber unkritisch gelesen die Gefahr, solche Verhältnisse zu legitimieren. „Es muß nach seiner Intention ausgelegt werden – und die ist eindeutig die der Rechtsauslegung und -anwendung zugunsten von Frauen.“
Rut als Modell einer Konvertitin ist nicht unproblematisch, da ihre Integration in Bethlehem mit der Aufgabe der eigenen Identität einhergeht. Die Moabiterin Rut findet ihren Platz – aber um den Preis, dass sie im letzten Kapitel unsichtbar gemacht wird. Bonnie Honig kritisierte 1997, dass Rut von ihrer bethlehemitischen Familie abgelehnt und als Leihmutter benutzt werde.

### Textausgaben
Hebräisch
- Biblia Hebraica Stuttgartensia. Deutsche Bibelgesellschaft, 5. Auflage Stuttgart 1997, ISBN 3-438-05219-9.
- Ruth רות, bearbeitet von Jan de Waard. In: Megilloth. Hrsg. von Adrian Schenker et al. (= Biblia Hebraica Quinta. Faszikel 18). Deutsche Bibelgesellschaft, Stuttgart 2004, ISBN 978-3-438-05278-0.
- The Jerusalem Bible Edition of The Koren Tanakh. Hebräisch / Englisch. Koren Publishers, 3. Auflage Jerusalem 2015, ISBN 978-965-301-723-8 (Standardausgabe der Hebräischen Bibel in Israel, englische Übersetzung (von Harold Fisch) genehmigt durch die Rabbiner Moshe Feinstein und Joseph Ber Soloveitchik).

Griechisch
- Alfred Rahlfs, Robert Hanhart: Septuaginta: Id Est Vetus Testamentum Graece Iuxta LXX Interpretes. Deutsche Bibelgesellschaft, Stuttgart 2006, ISBN 978-3-438-05119-6.
- Udo Quast: Ruth. (= Septuaginta: Vetus Testamentum Graecum. Band 4/3). 2. Auflage. Vandenhoeck & Ruprecht, Göttingen 2009, ISBN 978-3-525-53448-9.
- Wolfgang Kraus, Martin Karrer (Hrsg.): Septuaginta Deutsch. Das griechische Alte Testament in deutscher Übersetzung. Deutsche Bibelgesellschaft, Stuttgart 2009, ISBN 978-3-438-05122-6.

### Überblicksdarstellungen
- Hanna Liss: Das Buch Rut. In: Tanach. Lehrbuch der jüdischen Bibel (= Schriften der Hochschule für Jüdische Studien. Band 8). Universitätsverlag C. Winter, 4., völlig neu überarbeitete Auflage Heidelberg 2019, ISBN 978-3-8253-6850-0, S. 441–443.
- Arndt Meinhold: Ruth (Buch). In: Theologische Realenzyklopädie (TRE). Band 29, de Gruyter, Berlin / New York 1998, ISBN 3-11-016127-3, S. 508–511.
- Markus Witte: Das Rutbuch. In: Jan Christian Gertz (Hrsg.): Grundinformation Altes Testament. 6., überarbeitete und erweiterte Auflage. Vandenhoeck & Ruprecht, Göttingen 2019, ISBN 978-3-8252-5086-7, S. 458–463.
- Erich Zenger, Christian Frevel: Das Buch Rut. In: Einleitung in das Alte Testament (= Kohlhammer Studienbücher Theologie. Band 1,1). Kohlhammer, 9. aktualisierte Auflage, hrsg. von Christian Frevel, Stuttgart 2016, ISBN 978-3-17-030351-5, S. 278–288.
- Erich Zenger: Ruth/Ruthbuch. In: Religion in Geschichte und Gegenwart (RGG). 4. Auflage. Band 7, Mohr-Siebeck, Tübingen 2004, Sp. 705–706.
- Siegfried Kreuzer: Ruth. In: Biographisch-Bibliographisches Kirchenlexikon (BBKL). Band 8, Bautz, Herzberg 1994, ISBN 3-88309-053-0, Sp. 1111–1115 (Artikel/Artikelanfang im Internet-Archive).

### Kommentare
- Tamara Cohn Eskenazi, Tikva Frymer-Kensky: The JPS Bible Commentary: Ruth. Jewish Publication Society, Philadelphia 2011, ISBN 978-0-8276-0744-6.
- Irmtraud Fischer: Rut (= Herders Theologischer Kommentar zum Alten Testament). Freiburg im Breisgau u. a. 2001, ISBN 3-451-26811-6.
- Melanie Köhlmoos: Ruth (= Das Alte Testament Deutsch. Band 9/3). Vandenhoeck & Ruprecht, Göttingen 2010, ISBN 978-3-525-51244-9.
- Jeremy Schipper: Ruth. A New Translation with Introduction and Commentary (= The Anchor Yale Bible Commentaries. Band 7 D). Yale University Press, New Haven/London 2016, ISBN 978-0-300-19215-5.
- Yair Zakovitch: Das Buch Rut: Ein jüdischer Kommentar. Katholisches Bibelwerk, Stuttgart 1999, ISBN 3-460-04771-2.
- Erich Zenger: Das Buch Ruth (= Zürcher Bibelkommentare: AT. Band 8). Zürich 1986, 2. durchgesehene und ergänzte Auflage 1992, ISBN 3-290-14740-1.
- Ingeborg Lederer-Brüchner: Kommentare zum Buch Rut von Josef Kara: Editionen, Übersetzungen, Interpretationen. Kontextualisierung mittelalterlicher Auslegungsliteratur. Peter Lang, Frankfurt am Main 2017, ISBN 978-3-631-66474-2.
- Meik Gerhards: Der Ursprung Davids. Studien zum Buch Rut im Alten Testament und in der Hebräischen Bibel. kbw Bibelwerk, Stuttgart 2019, ISBN 978-3-460-03464-8.
- Dagmar Börner-Klein (Hrsg.): Jalkut Schimoni zu Rut. De Gruyter, Berlin/Boston 2020, ISBN 978-3-11-068825-2.

### Einzelthemen
- Rachel Adelman: Seduction and Recognition in the Story of Judah and Tamar and the Book of Ruth. In: Nashim: A Journal of Jewish Women’s Studies & Gender Issues 23 (2012), S. 87–109.
- Reinhold Bohlen: Die Rutrolle: ein aktuelles Beispiel narrativer Ethik im Alten Testament. In: Trierer Theologische Zeitschrift 101/1 (1992), S. 1–19.
- Eberhard Bons: Die Septuaginta-Version des Buches Rut. In: Biblische Zeitschrift N. F. 42 (1998), S. 202–224.
- Andrea Beyer: Hoffnung in Bethlehem. Innerbiblische Querbezüge als Deutungshorizonte im Ruthbuch (= Beihefte zur Zeitschrift für die Alttestamentliche Wissenschaft. Band 463). De Gruyter, Berlin/Boston 2014, ISBN 978-3-11-035018-0.
- Irmtraud Fischer: The Book of Ruth as Exegetical Literature. In: European Judaism: A Journal for the New Europe 40/2 (2007), S. 140–149.
- Sebastian Grätz: Zuwanderung als Herausforderung: Das Rutbuch als Modell einer sozialen und religiösen Integration von Fremden im nachexilischen Judäa. In: Evangelische Theologie 65/4 (2005), S. 294–309.
- Peter H. W. Lau: Identity and Ethics in the Book of Ruth: A Social Identity Approach (= Beihefte zur Zeitschrift für die Alttestamentliche Wissenschaft. Band 416). De Gruyter, Berlin/New York 2011, ISBN 978-3-11-024760-2.
- Marjo Korpel: The Structure of the Book of Ruth (= Pericope. Band 2). Van Gorcum, Assen 2001, ISBN 978-90-232-3657-3.
- Agnethe Siquans: Foreignness and Poverty in the Book of Ruth: A Legal Way for a Poor Foreign Woman to Be Integrated into Israel. In: Journal of Biblical Literature 128/3 (2009), S. 443–452.
- Ziony Zevit: Dating Ruth: Legal, Linguistic, and Historical Observations. In: Zeitschrift für die Alttestamentliche Wissenschaft 117 (2005), S. 574–600.
- Karl-Heinrich Ostmeyer: No Citizenship for Ruth? Names as access permissions in the Scroll of Ruth. In: Alexander Unser (Hrsg.): Religion, Citizenship and Democracy (= Religion and Human Rights. Band 8). Springer, Cham 2021, ISBN 978-3-030-83276-6, S. 245–272, doi:10.1007/978-3-030-83277-3-13.

### Rezeptionsgeschichte
- Birgit Hartberger: Das biblische Ruth-Motiv in deutschen lyrischen Gedichten des 20. Jahrhunderts (= Münsteraner theologische Abhandlungen. Band 17). Oros, Altenberge 1992, ISBN 3-89375-055-X.
- Melanie Köhlmoos: „Es war nunmehr notwendig, dass ich dies von Ruth erzählt habe…“: Beobachtungen zur Ruth-Erzählung des Flavius Josephus (Ant. V 318–337). In: Die Welt des Orients 39 (2009), S. 58–71.
- Jennifer L. Koosed: Gleaning Ruth. A Biblical Heroine and her Afterlives. University of South Carolina Press, Columbia, S.C. 2011, ISBN 978-1-57003-983-6.
- Helen Leneman: The Performed Bible: The Story of Ruth in Opera and Oratorio. Sheffield Phoenix Press, Sheffield 2007, ISBN 978-1-905048-56-4.
- Nachman Levine: Ten Hungers/Six Barleys: Structure and Redemption in the Targum to Ruth. In: Journal for the Study of Judaism in the Persian, Hellenistic, and Roman Period 30/3 (1999), S. 312–324.
- Ulrich Müller: Heimat finden. Impulse aus dem Buch Rut. Neufeld-Verlag, Cuxhaven 2018, ISBN 978-3-86256-086-8.
- Martin O’Kane: The Iconography of the Book of Ruth. In: Interpretation 64/2 (2010), S. 130–145.
- Ilana Pardes: Das Buch Ruth: Geschichte einer Migration. Jüdischer Verlag, Berlin 2022, ISBN 978-3-633-54320-5.